# Pericallia ricini
Olepa ricini là một loài bướm đêm thuộc phân họ Arctiinae, họ Erebidae.

## Hình ảnh

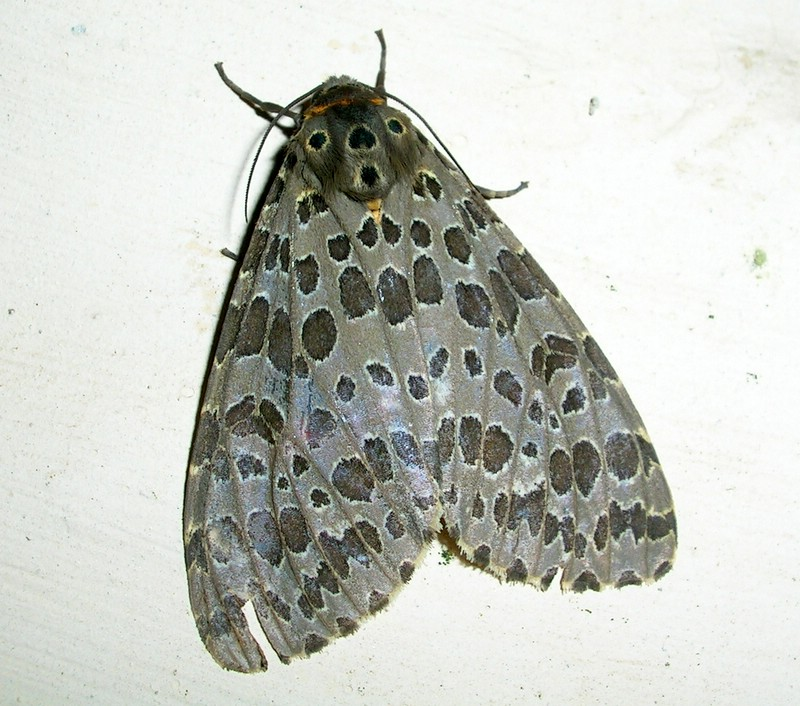
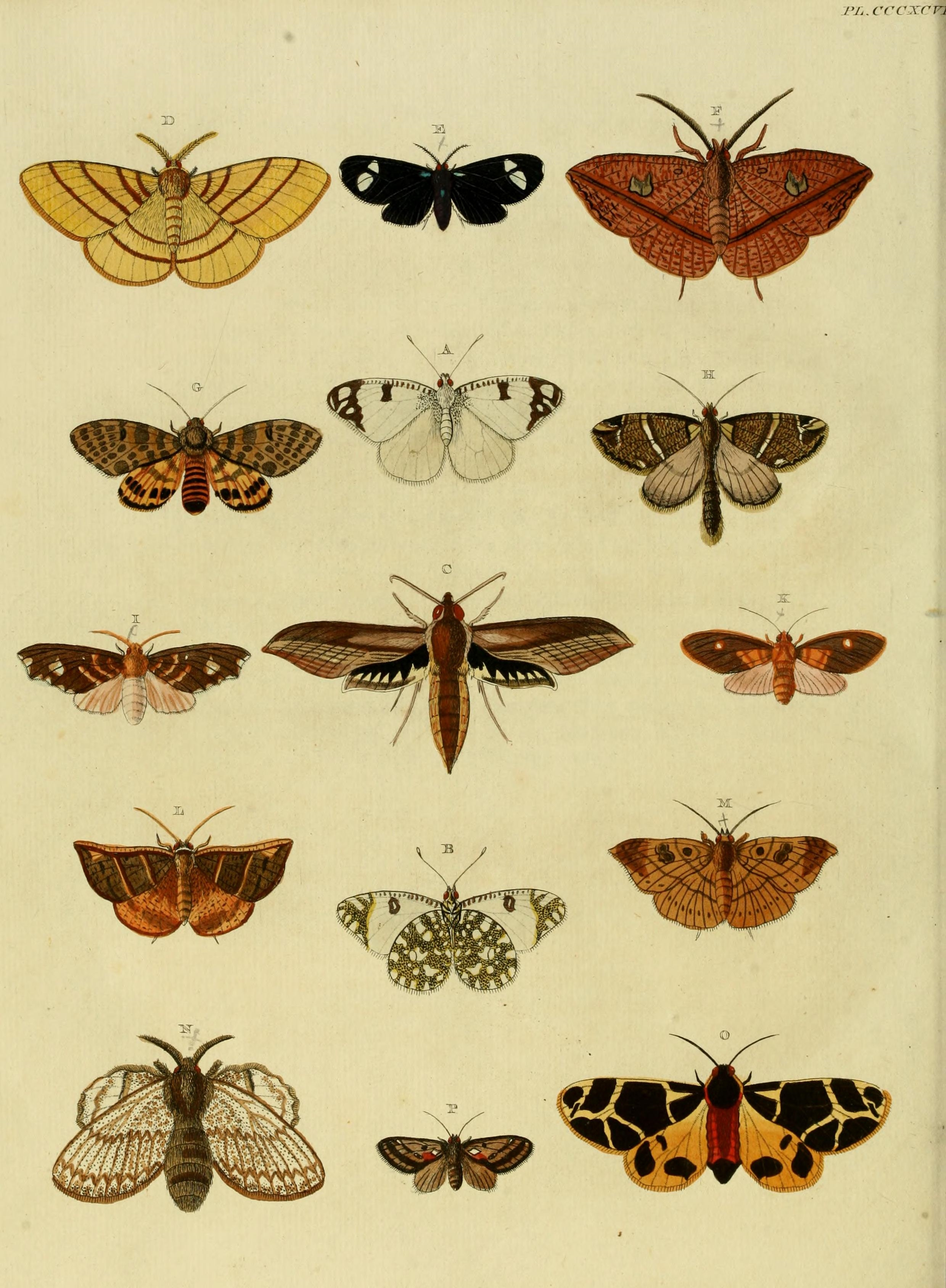